# 特雷利旺
特雷利旺（法語：Trélivan，法語發音：[tʁelivɑ̃]）是法国阿摩尔滨海省的一个市镇，位于该省东部，属于迪南区。

## 地理
特雷利旺（48°25'59"N, 2°7'3"W）面积11.1 平方千米，位于法国布列塔尼大區阿摩尔滨海省，该省份为法国西北部沿海省份，位于布列塔尼半岛北部，北濒大西洋英吉利海峡，西接菲尼斯泰尔省，南至莫尔比昂省，东临伊勒-维莱讷省。
与特雷利旺接壤的市镇（或旧市镇、城区）包括：欧卡勒克、博比塔勒、布吕斯维利、凯韦尔、圣卡尔内、特雷贝当、维尔代甘加朗、迪南。
特雷利旺的时区为UTC+01:00、UTC+02:00（夏令时）。

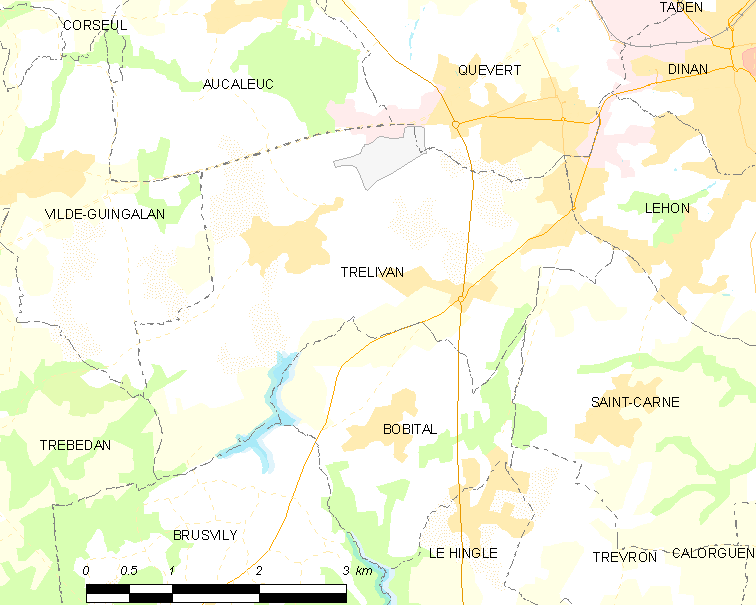
特雷利旺的OSM定位图

## 行政
特雷利旺的邮政编码为22100，INSEE市镇编码为22364。

## 政治
特雷利旺所属的省级选区为迪南县。

## 人口

1962-2008年间特雷利旺人口变化图示

特雷利旺于2022年1月1日时的人口数量为2875人。